# ورنر فورسمان
ورنر فرسمان (انگلیسی: Werner Forssmann؛ ۲۹ اوت ۱۹۰۴ – ۱ ژوئن ۱۹۷۹) یک دانشمند در زمینه پزشکی اهل آلمان بود.
وی همچنین برنده جوایزی همچون جایزه نوبل فیزیولوژی و پزشکی شده است.